# 부디크어
부디크어는 세네갈 동남부 지역에서 사용되는 니제르콩고어족의 한 언어이다. 언어분포적으로는 애틀랜틱어군과 만데어파의 경계지점에 위치하고 있다. (실제로 이 언어를 바사리어외에 다른 여러 언어의 혼성어로 취급하기도 한다) 서쪽으로 바사리어와 인접하고 있는데, 이 두 언어는 상당히 유사하다. 부디크어를 쓰는 사람의 약 1% 정도가 이를 문자로 표기할 수 있다. 지난 1997년에 이 언어의 사전과 이 언어로 된 성경이 간행되었다.

## 다른 이름
베디크어(Bedik), 탄당케어(Tandanke), 텐당케어(Tendanke), 텐다어(Tenda), 반데어(Bande), 반뎀바 바사리어(Basari du Bandemba)